# Hồ điệp Hải Nam
Hồ điệp Hải Nam (danh pháp khoa học: Phalaenopsis hainanensis) là một loài thực vật thuộc họ Orchidaceae. Đây là loài đặc hữu của Trung Quốc.